# Wacław III Adam
Wacław III Adam, w starszej literaturze Wacław II Adam (ur. w grudniu 1524, zm. 4 listopada 1579) – książę cieszyński w latach 1528–1579, od 1545 samodzielnie, od 1560 rezygnacja z Frysztatu, od 1565 z Bielska (przekazane synowi).
Wacław III Adam był pogrobowym synem księcia cieszyńskiego Wacława II oraz Anny Hohenzollern, córki Fryderyka Starszego, margrabiego brandenburskiego na Ansbach.
Początkowo po urodzeniu, do 1528 opiekę nad nim przejął dziadek, książę Kazimierz II cieszyński. Wacław III miał więc dopiero 4 lata, gdy formalnie obejmował książęcy tron w Cieszynie. W związku z tym, zgodnie z wolą dziadka, Wacław przeszedł pod opiekę regencji, którą objęła matka Anna (do swojej śmierci 7 lutego 1539), oraz czeski magnat Jan z Pernsteinu zwany Bogatym, hetman ziemski Moraw.
W czasie trwania regencji młody książę spędzał dużo czasu na dworze cesarskim w Wiedniu, gdzie zdobył wykształcenie. Pomimo tego, pod wpływem otoczenia z rodzinnego Cieszyna, Wacław III Adam przyjął wiarę ewangelicką, w której wytrwał do końca swojego życia.

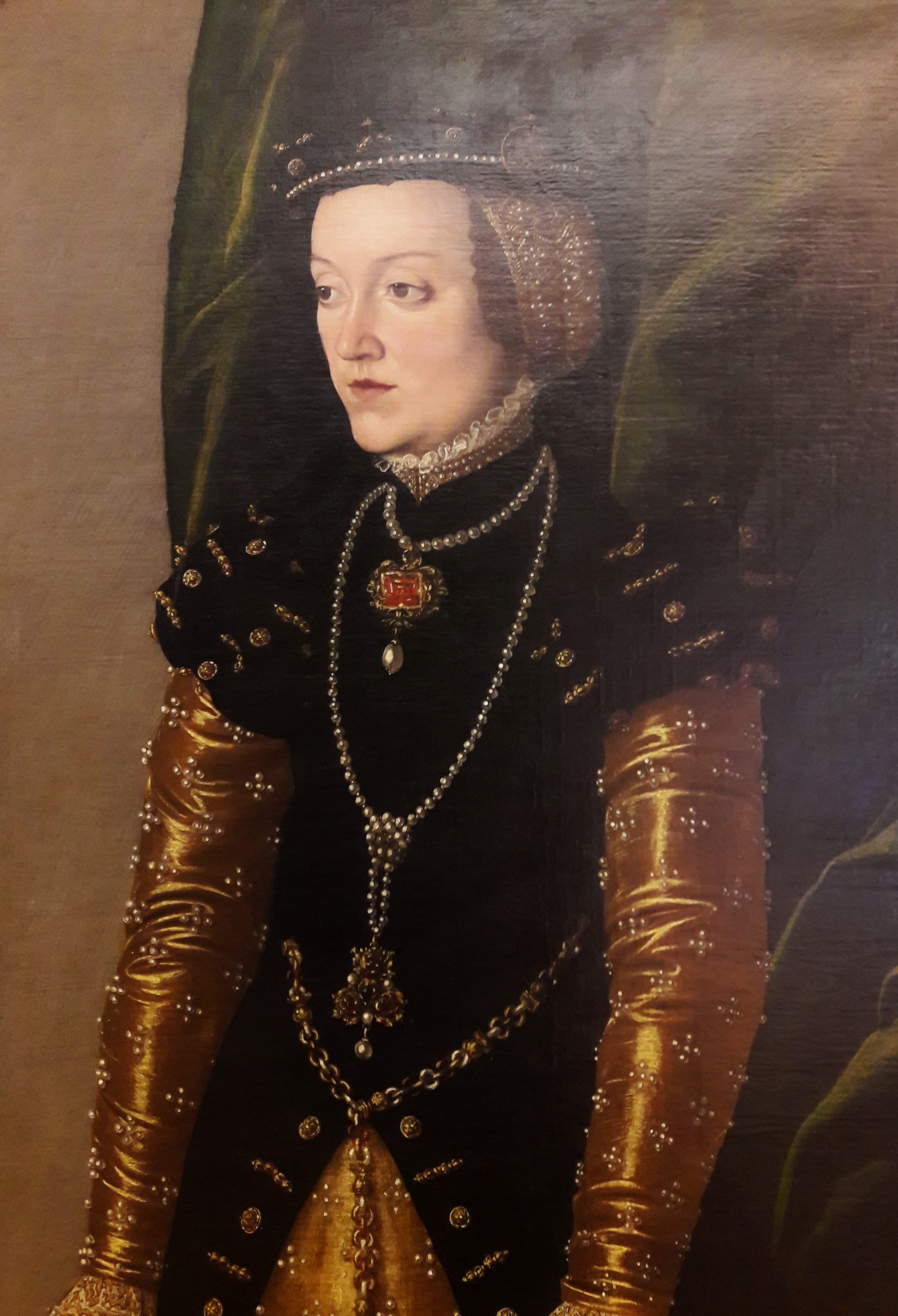
Maria z Pernsteinu

W chwili śmierci matki Anny Wacław III miał już 15 lat, a więc według ówczesnego prawa mógł być już uznany za pełnoletniego. Pomimo tego Jan z Pernsteinu utrzymał swoje rządy regencyjne aż do 9 maja 1545, kiedy to zrezygnował z władzy dopiero w zamian za uzyskane w zastaw dobra frydecko-misteckie. Wcześniej Wacław III ożenił się z córką swego opiekuna, Marią z Pernsteinu. Małżeństwo to zostało zaprojektowane przez dziadka księcia Kazimierza II, a zaręczyny dzieci księcia i możnowładcy nastąpiły jeszcze za życia tego pierwszego 8 września 1528. Od teścia książę cieszyński otrzymał 12 000 złotych węgierskich. Z małżeństwa tego Wacław miał syna, Fryderyka Kazimierza (zmarłego w 1571), oraz dwie córki zmarłe w dzieciństwie, Annę i Zofię.
Po śmierci pierwszej żony w 1566, w roku następnym Wacław III ożenił się z Sydonią Katarzyną, córką księcia sasko-lauenburskiego Franciszka I. Z tego małżeństwa książę miał trzech synów (Chrystiana Augusta i Jana Albrechta zmarłych w wieku niespełna roku, oraz Adama Wacława swojego następcę) i trzy córki (Marię Sydonię wydaną za Fryderyka IV Legnickiego, Annę Sybillę kandydatkę na żonę wojewody siedmiogrodzkiego Zygmunta Batorego i być może trzecią, nieznaną z imienia).
Pod rządami Wacława III księstwo przeżywało okres stabilizacji. Wprawdzie podczas rządów regencyjnych stracono należące dotąd do księstwa nabytki dziadka na Dolnym Śląsku i w księstwie opawskim, lecz Cieszyn przeżywał wówczas bujny rozwój gospodarczy, co w znaczny sposób pomnożyło dochody górnośląskiego dynasty. Mimo to wydatki żyjącego na wysokim poziomie księcia z trudem bilansowane były przez dochody pochodzące z dóbr panującego.
W 1548 zmarł opiekun Wacława Jan z Pernsteinu, co umożliwiło wykup z rąk jego synów Jarosława, Wratysława i Wojciecha dóbr frydecko-misteckich. Był to jednak nabytek krótkotrwały, gdyż wkrótce potem ziemie te Wacław oddał w zastaw Janowi z Czechowic.
Jednym z ważniejszych wydarzeń podczas panowania Wacława III Adama była trwająca na terenie księstwa od ok. 1525 reformacja. Książę już u progu swoich samodzielnych rządów zagarnął majątki dominikanów i franciszkanów. W 1560 wyrzucił ze swojego księstwa benedyktynów z Orłowej. Dotychczasowe kościoły i klasztory katolickie zostały zmienione wtedy na kościoły luterańskie, bądź zniszczone. Większość możnowładztwa i ludności księstwa bez oporu przyjęła nową wiarę. Nowsze badania wykazują jednak, że reformacja nie odniosła tak zdecydowanego sukcesu, jak przyjmowała starsza literatura.
Nowy stan rzeczy został też zaakceptowany przez suwerenów tych ziem: Habsbugów. Część przejętego od katolickich zakonów majątku Wacław III przekazał na rzecz szpitala miejskiego w Cieszynie, gdzie leczono również najuboższych. Książę w młodości wykształcony w naukach medycznych, sam się zajmował pielęgnacją pacjentów, co szczególnego znaczenia zyskało podczas epidemii morowego powietrza w 1570.

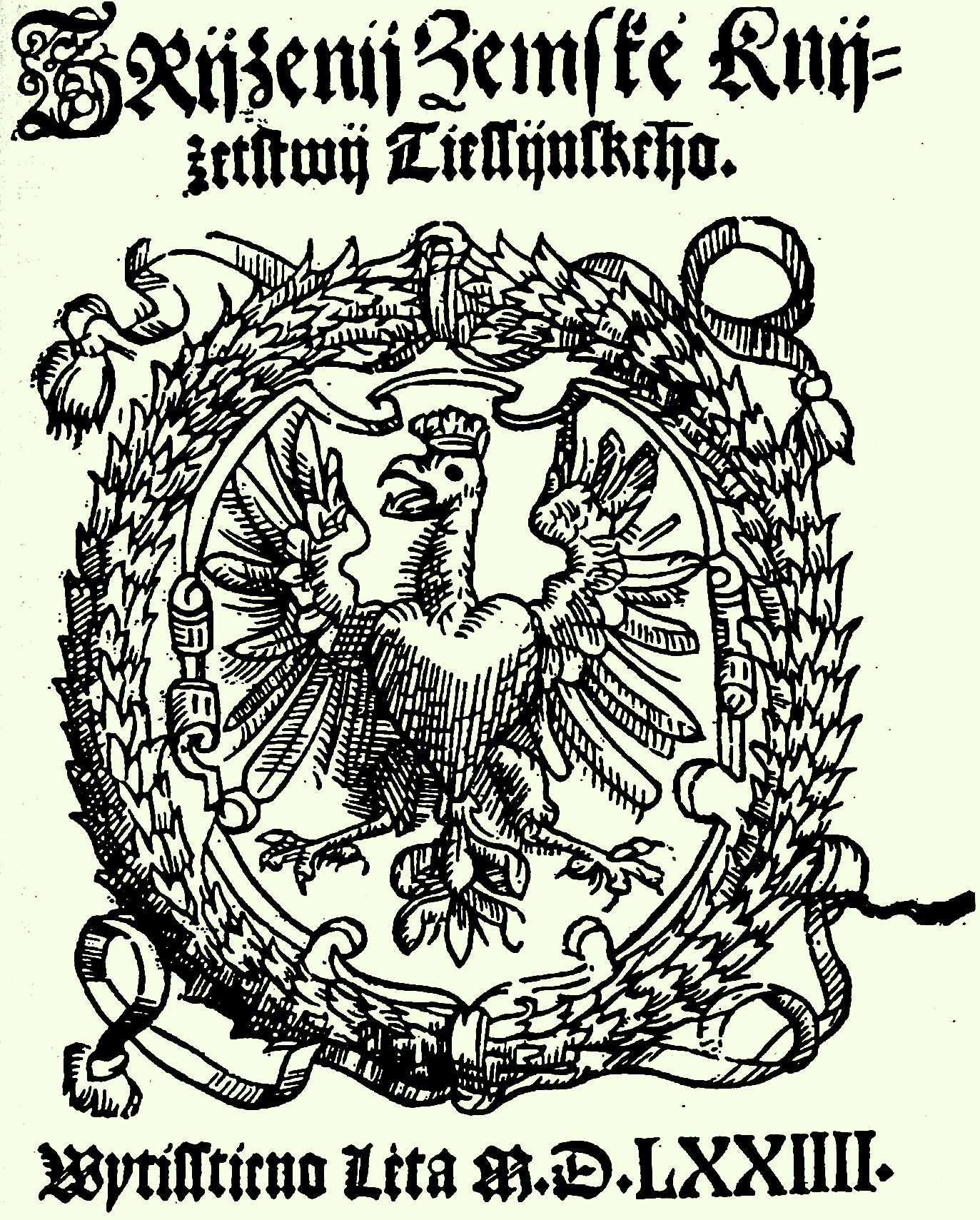
Strona tytułowa ustawy krajowej Wacława Adama

24 czerwca 1573 Wacław III Adam wydał tzw. ustawę krajową (Zřízení zemské Knížecství Těšínského) stanowiącą zbiór wszelkich unormowań prawnych dotyczących księstwa cieszyńskiego. Ustawa ta początkowo przyjmowana z wielką rezerwą została w końcu zaakceptowana przez poddanych.
Oprócz ordynacji ziemskiej wydał książę w 1568 tzw. Porządek kościelny (Řád církevní), regulujący liturgiczne życie Kościoła luterańskiego.
W polityce zagranicznej, pomimo przejścia na luteranizm, książę oparł swoją karierę o wierną służbę dworowi cesarskiemu w Wiedniu. Był obecny m.in. w Preszburgu na koronacji Maksymiliana II na króla węgierskiego w 1563, czy na pogrzebie Ferdynanda I w 1565 w Wiedniu.
W 1573 w związku z narastającym zagrożeniu ze strony Turków, książę kazał wybudować w okolicach Przełęczy Jabłonkowskiej kilka szańców obronnych.
W tym samym roku Wacław III Adam kandydował bez powodzenia do godności króla polskiego po wygaśnięciu dynastii Jagiellonów.
Największym problemem okazała się jednak dla księcia rozrzutność jego najstarszego syna, Fryderyka Kazimierza, którego w 1560 uczynił udzielnym władcą we Frysztacie i Skoczowie, a 1565 dodatkowo w Bielsku. Młody Wacławowicz tak zadłużył swoje księstwo, że gdy niespodziewanie w 1571 zmarł, ojciec musiał sprzedać wiele dóbr książęcych w ręce prywatne. W ten sposób Wacław III pozbył się z domeny Piastów Cieszyńskich m.in. wspomnianego Bielska, Frydka i Frysztatu.
Wacław III Adam zmarł po długiej, wyniszczającej chorobie 4 listopada 1579 rażony apopleksją. Został pochowany w byłym kościele dominikańskim w Cieszynie.
Następcą Wacława III Adama został najstarszy z żyjących synów księcia z drugiego małżeństwa pięcioletni Adam Wacław.